# Блага Димитрова (награда)
Литературният конкурс за произведения на морално-етична тема, написани от жени, или Наградата „Блага Димитрова“, е учреден през 1999 г. от Национален граждански форум „Българка“. Желанието на учредителите е „да се поощри създаването на произведения, които да бъдат като коректив на литературата, пропагандираща съмнителни морални ценности, както и да поставят основите на една нова българска литература – продължител най-добрите традиции от близкото минало“. Конкурсът е ежегоден.
Конкурсът е за жени писателки. Не само защото НГФ „Българка“ е женска организация, а защото убеждението на учредителите е, че жената е призвана да пази българските традиции, да възпитава в духа на християнските ценности.
От 2003 г. конкурсът носи името на голямата българска писателка и поетеса Блага Димитрова. Блага Димитрова, починала през 2003 г., е съмишленичка на идеите на НГФ „Българка“.
Конкурсът не се обявява предварително. Специална комисия следи изданията през предходната година, номинира произведения, оценява ги и взима решение за наградата.

## Носителки на наградата[1]
- 1999 – Севда Костова за романа ѝ „Благовестието на Мариам“.
- 2000
  - Първа награда – Милена Авонеди за романа ѝ „Нощно пътуване“.
  - Втора награда – Маргарита Петринска за сборника разкази и притчи „Скитници заключени“.
- 2001
  - Първа награда – Светлана Дичева за сборник разкази „Балканския пророк“.
  - Поощрения – Нина Пищикова (Враца) и Анелия Гешева (Видин).
- 2002 – Ани Дръндарова (посмъртно) за книгата ѝ „Нещо като живот“.
- 2003 – Божидара Цекова за книгата ѝ с разкази „Зад фасадата“.
- 2004 – Керана Ангелова за романа ѝ „Елада Пиньо и времето“.
- 2005 – Наградата не е присъдена.
- 2006 – Наградата не е присъдена.
- 2007 – Катя Зографова за книгата ѝ „Многоликата българка“.
- 2008 – Наградата не е присъдена.
- 2009 – Наградата не е присъдена.
- 2010 – Александрина Пендачанска за романа ѝ „Da сapo“.[2]
- 2011 – Наградата не е присъдена.
- 2012 – Валентина Радинска за книгата ѝ „Ние с Коко. Крикор Азарян отблизо“.
- 2013 – Рада Александрова за стихосбирката ѝ „Къщата на Мери“ (Във връзка с юбилея на авторката наградата е връчена за цялостното ѝ творчество).[3]
- 2014 – Ана Боянова за романа ѝ „Да се родиш виновен“.[4][5]
- 2015 – Здравка Евтимова.[6][7]

- 2016 – Стефка Венчева.[8][9]